# Ziegfeld Follies of 1936
The Ziegfeld Follies of 1936 è un musical statunitense, che debuttò a Broadway, al Winter Garden Theatre il 30 gennaio 1936 con la regia di John Murray Anderson. Chiuse il 9 maggio dopo 115 rappresentazioni.
Lo spettacolo venne ripreso sempre al Winter Garden Theatre il 14 settembre dello stesso anno, per chiudere dopo 112 repliche il 19 dicembre 1936. La ripresa venne supervisionata da Harry Kaufman.
George Balanchine fu il coreografo dei balletti, mentre Robert Alton quello delle danze. Le musiche furono orchestrate da Robert Russell Bennett, Conrad Salinger, Hans Spialek e Don Walker.

## Il cast
- Eve Arden
- Joséphine Baker
- Edgar Bergen
- Fannie Brice
- the California Varsity Eight
- Judy Canova
- Harriet Hoctor
- Bob Hope
- John Hoysradt
- Duke McHale
- Rodney McLennan
- the Nicholas Brothers
- Gertrude Niesen
- Hugh O'Connell
- Cherry and June Peisser

## Le canzoni
Gershwin e Duke scrissero 28 canzoni, ma almeno metà vennero tagliate. L'unica canzone che diventò popolare fu I Can't Get Started (With You), che era cantata da Bob Hope a Eve Arden.
Act 1
- Time Marches On
- He Hasn't a Thing Except Me
- (My) Red Letter Day
- (Island in the) West Indies
- Words Without Music (Staged by George Balanchine)
- The Economic Situation (Aren't You Wonderful)
- Fancy! Fancy!
- Night Flight (Staged by George Balanchine)
- Maharanee (At the Night Races in Paris)
- The Gazooka

Act 2
- (That) Moment of Moments
- Sentimental Weather
- 5 A.M. (Staged by George Balanchine)
- I Can't Get Started With You
- Modernistic Moe
- Dancing to Our Score

## Produzione
Lo spettacolo fu uno di quelli prodotti dopo la morte di Florenz Ziegfeld, avvenuta nel luglio 1932. Avendo ereditato dal marito una caterva di debiti, la vedova Billie Burke partecipò alla produzione di alcune riviste che riproponevano la formula delle Ziegfeld Follies. Dopo questa del 1936, vi furono ancora le Ziegfeld Follies of 1943 e le Ziegfeld Follies of 1957.